# Chacokrigen
Chacokrigen (spansk: Guerra del Chaco, Guarani: Cháko Ñorairõ ) var en krig mellem Bolivia og Paraguay om kontrollen over store dele af Gran Chaco-regionen, som man i sin tid troede indeholdt store forekomster af olie. Der er aldrig blevet gjort nogen særlige oliefund i området.
Krigen om den tyndt befolkede region mellem floderne Pilcomayo, Rio Paraguay, Otuquis og Parapiti er den største og blodigste militære konflikt på det amerikanske kontinent i det tyvende århundrede. 250.000 bolivianske og 150.000 paraguayanske soldater kæmpede mod hinanden i tre år fra juni 1932 til juni 1935 under ugæstfrie forhold i et øde og tørt landskab. Op imod hundrede tusind soldater mistede livet i en krig, som i sidste ende ikke gav nogen af parterne fordele. For begge lande blev krigen en økonomisk katastrofe, idet man måtte erkende, at olieforekomsterne i Gran Chaco-regionen var langt mindre end hvad, man i forvejen havde forventet.

## Baggrunden
Gran Chaco kan opdeles fra syd til nord til syd i tre områder:
1. Chaco Austral som omfatter landskabet syd for Bermejo-floden. Hørte entydigt til Argentina.
2. Chaco Central området mellem Bermejo-floden og som løber gennem sletterne til floden Paraguay. Hørte ligeledes til Argentina.
3. Chaco Boreal området nord for Pilcomayo-floden.

Det omstridte område mellem nabolandene Bolivia og Paraguay befandt sig udelukkende inden for det geografiske område Chaco Boreal nord for floden Pilcomayo og vest for floden Paraguay, som stort set havde været ubeboet og næsten uudforsket helt frem til begyndelsen af det 20. århundrede. Landskabet, som for det meste er fladt med en svag hældning mod øst, inddeles i to klimatiske regioner: Alto Chaco eller det tørre Chaco i vest, der er meget tørt og har en ringe bevoksning, og Bajo Chaco eller det fugtige Chaco med store kratjungler med quebracho-træer og enge med rigt insektliv.
Klimaet i Chaco Boreal-regionen var dengang enten meget tørt eller meget fugtigt, om sommeren og efteråret (juni-november) var det tørketid med voldsom hede, om vinteren og foråret (december-maj) havde man regntiden med kraftige regnskyl, som skabte uigennemtrængelige vådområder. Det var så lidt drikkevand, at folk, som flyttede ind i området, var tvunget til at bosætte sig hvor det var muligt at finde ferskvand hele året. De få gennemgående veje i regionen var ofte ikke mere end stier og gik ofte langs de fåtallige brønde og indsøer med ferskvand. I regntiden blev de støvede veje omdannede af regnen til ufremkommelige og sølede veje omkransede af vådmark. Chaco Boreal-regionen i Gran Chaco er et af de mest ugæstfrie områder i verden, og det menes, at krigen i 1932-35 var en af de værste konflikter for den menige soldat i historien.

### Stridighederne om Gran Chaco
Fordi Gran Chaco var en umådelig stor og uudforsket grænseregion mellem flere administrationsområder i Latinamerika, var det ikke muligt at bestemme, hvor grænserne skulle gå, og på denne baggrund kom det hurtigt til de første stridigheder mellem de i sin tid nyoprettede stater efter det spanske kolonivældes sammenbrud. Bolivia gjorde krav på hele Gran Chaco-regionen, eftersom Audienciaen i Charcas, oprettet i 1559, havde forenet administrationsområdet Øvre Peru (Bolivia) med Gran Chaco-regionen. Argentina gjorde krav på grænseområder syd for floden Bermejo, mens Paraguay gjorde det klart, at territoriet vest for Paraguay-floden, som var blevet udforsket og okkuperet af myndighederne i Asunción, hørte under den nye paraguayanske stat. Spanien havde også givet jurisdiktion over dele af Gran Chaco, medregnet Chaco Boreal, til domstolen i Asunción langs floderne fra Rio de la Plata-bassinet. Der var overlappende administrationsområder mellem Øvre Peru i nord og Asunción i syd.
Under tripelalliance-krigen 1864-1870 tog argentinerne en del af Paraguay, som de tidligere havde gjort krav på, herunder dele af Gran Chaco. De paraguayanske myndigheder opmuntrede immigranter fra Europa og indfødte fra andre dele af landet til at bosætte sig i området, uden at Bolivia reagerede. De fåtallige indfødte i regionen fra før havde allerede sluttet sig til den paraguayanske stat. Efter at Paraguay var slået og okkuperet af Argentina og Brasilien i slutningen af den meget blodige trippelalliance-krig, begyndte bolivianerne at gøre sig gældende i det omstridte område ved at bygge en række mindre befæstede forposter kaldet fortiner, som blev forbundne med hinanden med veje kaldet picadaer, som ikke var mere end smalle veje gennem hårdfør vegetation.
Siden 1810, efter at Bolivia havde gjort krav på Gran Chaco-regionen helt frem til den vestlige bred af floden Paraguay, skete en udbygning i regionen ved myndighederne i Asunción både langs den vigtige flod og længere ind i regionen for at konsolidere grebet om deres territorier. Nederlaget mod Argentina, Brasilien og Uruguay kom som et voldsomt tilbageslag for Paraguay, som blev tvunget til at afstå en tredjedel af sit landområde. For at undgå en genoptagelse af fjendtlighederne mellem de to lande om det nordlige Chaco-område, blev der afsagt voldgift om denne i 1870-årene. Paraguays rettigheder blev bekræftede af den internationale voldgiftsret den 23. november 1878. Den tredje part, den udenforstående Bolivia, tilkendegav straks sin uenighed med kendelsen fra voldgiftsretten og startede en diplomatisk kamp om herredømmet over Chaco Boreal.

### Adgang til havet
Selv om området var tyndt befolket, ville kontrollen over Paraguay sikre et af de to indlandsstater adgang til Atlanterhavet via denne flod. Større havgående fartøjer kunne sejle op ad den dybe flod fra mundingen af Rio de la Plata. Dette var specielt vigtigt for Bolivia, som havde mistet sin adgang til Stillehavet under salpeterkrigen i 1879-1883. Bolivia, som havde allieret sig med nabolandet Peru mod det sydlige naboland Chile, havde set sig tvunget til at give afkald på den vigtige havneby Antofagasta i den bolivianske kyststribe som bestemt i fredstraktaten i Ancon den 20. oktober 1883. Tabet af adgangen til Stillehavet var et stort tilbageslag for den bolivianske stat, som havde behov for en adgang til de internationale markeder for sine produkter uden om andre stater eller med mindst mulig udenforstående indblanding.
For Paraguay var Chaco Boreal-regionen med dens korte afstande til havnebyer langs floden Paraguay blevet lønsom i begyndelsen af 1900-tallet. En tredjedel af landets nationale indtægter – sammen med deres tilgang på internationale valuta – kom fra salget af quebrachotræer, guaiacolje og kvæg. Efterhånden, som udbygningen tog til i regionen, blev den mere og mere økonomisk vigtig for det fattige land, som allerede startede arbejdet med jernbane-anlæg på flere strækninger, deriblandt Casado-jernbanestrækningen, som så sent som i 1929 var med til at skabe en koloni (Colonia Filadelfia) for seks tusind canadiske og russiske mennonitter, som var flyttet til Paraguay.

### Naturressourcer
Den bolivianske økonomi var stort set baseret på eksport af råvarer som sølv og tin fra slutningen af 1800-tallet frem til 1920-erne. Efter et kup i 1920, som bragte ende på den lange regeringsperiode for det liberale parti, overtog det republikanske parti magten i landet. Dette indledte samtidig en periode med politiske og økonomiske forandringer. Produktionen af tin, som var blevet den vigtigste eksportvare for den bolivianske økonomi, begyndte at falde samtidigt med, at der skete et prisfald på tin, som varede frem til børskrakket i 1929. Efterhånden, som den økonomiske vækst aftog, øgedes landets finansielle afhængighed af internationale parter ved udenlandske lån til den bolivianske stat. Nedgangen i økonomien skete samtidig med store og kostbare udbygningsprojekter, hvilket havde tvunget regeringen til at låne betydelige summer i USA. I løbet af årene var social uro forekommet med stigende brug af vold mod strejkende arbejdere for at stabilisere produktionstakten. Men den store depression, som først havde ramt den amerikanske økonomi, kom som et chok for den bolivianske befolkning med en voldsom stigning i antallet af arbejdsløse. Antallet af arbejdere ved minerne blev stærkt reducerede som følge af den økonomiske kollaps af markedet for tin.
En mulig vej ud af den økonomiske nedtur blev fundet af politikerne efter, at der var fundet olie i Sanandita i 1926 og Camiri i 1927 på landet ikke langt fra det omstridte Chaco Boreal-område. Dette skete efter, at det amerikanske olieselskab Standard Oil havde åbnet sin afdeling i Bolivia i 1921. Allerede i 1895 var der i departementet Chuquisaca blevet opdaget olie. Med dette i tankerne kom Standard Oil til Bolivia, hvor de tog kontakt med den regerende elite, som efterhånden gik med til at give dem stor indflydelse i bytte mod økonomiske gevinster. I 1926 havde Standard Oil overtaget kontrollen over syv million hektar jord.
Opdagelsen af olie i Bolivia ved foden af Andesbjergene fik de internationale olieselskaber til at overveje, om Chaco-regionen kunne indeholde store mængder petroleum. Udenlandske olieselskaber begyndte at involvere sig i udforskningen, og efterhånden blev der en tydelig modsætning: selskabet Standard Oil støttede Bolivia, mens Shell støttede Paraguay. Standard Oil hentede allerede olie fra bjergene mod øst i Bolivia omkring Villa Montes. I mellemtiden forsøgte det amerikanske olieselskab at få tilladelse til at bygge en olierørledning til en havneby i Argentina, men dette blev afslået af uvisse årsager. Paraguay på sin side nægtede at tillade transport af olie fra Bolivia under Standard Oils kontrol til sine havne. Efter at have fået søgningsrettigheder af myndighederne i Paraguay skulle det engelsk-nederlandske olieselskab Shell vinde frem blandt de udenlandske investorer, som dominerede den paraguayanske økonomi.
Dette trak ulige interesser fra diverse stormagter ind i striden, hvilket bidrog til at tilspidse tvisten om Chaco Boreal mellem Bolivia, som var kastet ud i økonomisk krise, og Paraguay, som for længst anså regionen som sin sidste chance for at genskabe en levedygtig økonomi. Paraguay begyndte at indse, at deres ønsker om en bedre økonomi måtte ske på bekostning af den bolivianske, og dermed startede de første forberedelser på en væbnet konflikt, mens forhandlingerne om regionen blev mere intense. Den paraguayanske præsident Jose Guggiari, der var motiveret af muligheden for, at der kunne være rige olieforekomster i det omstridte område, som for længst dels var kommet under paraguayansk kontrol, indtog herefter en stejlere holdning under forhandlingerne.
Internationalt argumenterede Bolivia med, at regionen havde været en del af den tidligere spanske koloni-provins Moxos og Chiquitos, som da hørte under Bolivia. Samtidig var Paraguay begyndt at kolonisere regionen, som var blevet deres vigtigste tilgang på naturressourcer for derved at styrke deres nationale økonomi, som var meget svag i tiden efter trippelalliance-krigens afslutning i 1870. I løbet af 1920-erne blev tonen hårdere mellem de to lande. De startede begge på at forberede sig på en væbnet konflikt, og den diplomatiske krise, som var opstået, tiltog med nyheden om en konfrontation mellem patruljer i regionen den 6. december 1928.

## Forspillet i 1928
Den paraguayanske major, Rafael Franco, var blevet så frustreret over regeringens tilsyneladende mangel på interesse for den territoriale tvist, at han begik lydighedsnægtelse og gik til angreb på den befæstede forpost fortin Vanguardia ved Rio Negro-floden langt mod nordøst. Fortet blev ødelagt af det paraguayanske kavaleri, som desuden dræbte 6 bolivianske soldater under angrebet. Majoren havde handlet på egen hånd i strid med de paraguayanske myndigheders ønske og udløst en kortvarig konflikt fra den 6. december 1928. Som hævn tog de bolivianske styrker den paraguayanske fortin Boquerón den 14. december og sendte dagen efter et bombefly mod havnebyen Bahia Negra ved floden Paraguay.
Folkeforbundet greb ind og formåede at bilægge den kortvarige konflikt for en stakket stund, omend den egentlige grund var, at begge lande var uforberedte på en større konflikt. Den akutte spænding mellem Bolivia og Paraguay var ikke løst med en tilbagevenden til status quo, og den paraguayanske stat måtte betale for genopbygningen af fortin Vanguardia. I de næste år var de to lande hele tiden et skridt fra åben krig med hinanden.

## Militære styrker
Begge lande havde siden begyndelsen af det 20. århundrede opbygget og udvidet deres hære.

### Det paraguayanske militær
Befolkningen i Paraguay i 1932 blev opgivet til at have været på cirka 900.000 indbyggere, men landet havde en stående hærorganisation på 4.026 mand (355 kampklare officerer, 146 reserveofficerer deriblandt lægepersonale, 200 kadetter, 690 underofficerer og 2.653 menige soldater) organiseret i otte regimenter (fem infanteri- og tre kavaleriregimenter), to artillerigrupper og en ingeniørbataljon. Den paraguayanske marine med ansvar for bevogtning af floderne i landet havde en besætning på 679 mand om bord på sine fartøjer.
Den paraguayanske hær omfattede på papiret værnepligtige ved, at alle mænd i aldersgruppen fra 18 til 20 år skulle tjenestegøre i militæret i to år som aktive, derefter som reservister frem til 28-årsalderen. Derefter skulle de være i nationalgarden frem til 39-årsalderen, og endelig i den territoriale garde frem til de havde nået 45-årsalderen. Af betydning for kampevnen var, at mændene, som udgjorde den paraguayanske hær, var ensartede med nogenlunde ens kulturel og etnisk baggrund. Samtlige officerer og værnepligtige soldater var mestizo af spansk-guaraní baggrund. Hæren var uddannet efter fransk mønster med inspiration fra det argentinske militær, efter som man havde for vane at uddanne sine officerer i Chile og Argentina. Efter 1. verdenskrig og revolutionen i 1922 var den franske påvirkning så stærk, at reformerne i militæret tog præg af dette. Den planlagte mobiliseringsplan ved krigsudbrud ville kunne forøge den stående hær fra 4.000 mand til 24.000 mand.
En betydelig del af hæren var allerede placeret i Chaco-regionen i forvejen. Før krigsudbruddet den 15. juni 1932, var der måske 3.000-3.500 militærfolk i regionen. Mobiliseringen af det paraguayanske militær startede den 1. august 1932, og en måned senere var 18.000 mand (17.300 i hæren og 700 i marinen) overført til regionen. Disse tropper var udstyrede med 56 feltskyts, 22 mortérer, 38 tunge og 375 lette maskingeværer.
Siden midten af 1920-tallet havde Paraguay startet en oprustning af militæret i det skjulte, som var gennemført så effektivt, at den internationale opinion, sammen med Bolivia og dele af det paraguayanske militær (deriblandt major Franco i 1928), ikke anede noget om deres reelle styrke. I august 1932 var arsenalet for hæren opgivet til 21.450 boltrifler (7.000 belgiske Mauser, 10.363 spanske Mauser og 4.096 ældre rifler), 32 nye maskingeværer af type Colt, 29 ældre maskingeværer (6 Madsen, 11 Vickers og 12 Maxim) og 406 lette maskingeværer af type Madsen (151 uden tripod, 255 med). Artilleriet bestod af 24 moderne tunge mortérer, 24 moderne Schneider 75mm bjergkanoner, 8 moderne Schneider 105mm bjerghaubitser og 28 ældre skyts (75mm og 76mm). Ammunitionslagrene havde 6.400 granater for det ældre skyts, 2.400 granater for mortérerne og 9.800 granater for nyt skyts.
Det paraguayanske luftvåben (Fuerza Aérea Paraguaya) tog sin spæde start som en integreret del af hæren den 25. november 1912 med flyvning ved den franske Marcel Paillete fra Buenos Aires til landet. Dette inspirerede militæret til at anskaffe et fly året derefter med Silvio Pettirossi som den første pilot fra Paraguay. I tråd med oprustningen blev luftvåbenet styrket, endog med krigserfaring fra en væbnet borgerkrig i 1922 som så sin første bombeopgave til en reel styrke på 5 Wilbault 73 C1 jagerfly (ud af oprindeligt syv fra 1929), 7 Potez 25C rekognosceringsbombefly, 3 flyvebåde og et dusin andre fly.
På de paraguayanske floder, herunder den vigtige Paraguay-flod, havde en marineorganisation udviklet sig med to nyere og to ældre kanonbåde, to mindre væbnede fartøjer og flere småbåde samt et passagerskib, otte fragtskibe, 22 mindre fragtskibe, 8 større og 22 chata (lægtere). Efterhånden, som konflikten vedvarede, blev marinen med sin transportkapacitet meget vigtig for Paraguays krigsindsats. De to nyere kanonbåde «Paraguay» og «Humaita», som var bygget i Italien og desuden var meget godt bestykkede, kunne fragte over 2.000 soldater per tur.

### Det bolivianske militær
Befolkningen i Bolivia blev opgivet til at være på omtrent tre millioner indbyggerne i 1932, som dertil havde større økonomiske indtægter gennem sine sølv- og tinminer, som gjorde det muligt at have større militærbudgetter for militæret i landet. Men den bolivianske hær var kun lidt større end sit paraguayanske modstykke, med 5.539 mand fordelt på 25 regimenter (13 infanteri, 5 kavaleri, 3 artilleri og 4 ingeniør) som alene eksisterede på papiret som led i en mobiliseringsplan fra bataljonsniveau. Disse regimenter skulle organiseres i seks divisioner, hvoraf fem som efter planen placeredes i den nordlige del af Chaco-regionen. På papiret skulle alle mænd i aldersgruppen fra 19 til 25 år gøre tjeneste i militæret i to år, derefter i reservetropperne frem til det fyldte 32 år, siden i den sekundære reservestyrke frem til 40-årsalderen, og til sidst i nationalgarden for den værnepligtige til 49-årsalderen.
Den bolivianske hær var godt administreret, men stærkt plaget af det bolivianske samfunds sociale opbygning, som var et klassesamfund efter etniske og sprogmæssige forskelle midt i vedvarende social uro. Officererne var for det meste spansktalende hvide fra de øverste samfundslag med manglende kontakt med tropperne, som stort set bestod af aymaratalende indianerne fra bondebefolkningen. 90 % af tropperne kom fra højlandet kaldet altipano, som langt fra var forberedt på at kæmpe i fremmedartede omgivelser, hvor tropiske sygdomme udgjorde en alvorlig trussel, og de var oveni trænede i bjergkrig for at genvinde deres la salida al mar (tilgangen til havet) mod Chile. De fleste underofficerer var analfabeter som ikke kunne skrive og læse på spansk, hvorfor mundtlige ordrer var en bydende nødvendighed.
Den bolivianske hær var uddannet efter tysk model med stærk chilensk indflydelse med stærkt indpas af europæisk officersmateriale, særligt tyskere, som stod centralt i oplæring og vejledning af de bolivianske militærfolk. Dette var sket efter, at den tyskfødte Hans Kundt blev stabschef for hæren 10. februar 1921. Efterhånden var militæret gradvist omformet til et politisk instrument, eftertragtet af de mange præsidenter i landet, som forsøgte at vise deres magt gennem parader over for folket. Hvert år blev selvstændighedsdagen fejret med en militærparade, og Kundt overgik alle andre med mindst 6.000 mand præsenterede under tysk militærmusik i prøjsisk stil den 6. august 1925. Mistro mellem politikerne og officererne var mærkbar hele tiden.
Oprustningen i Bolivia var stærkt synlig hele tiden frem til krigsudbruddet, og dette sammenholdt med den skjulte og camouflerede oprustning i Paraguay havde ført til en overdreven tro på egen militær kapacitet. Arsenalet for hæren bestod af 39.000 moderne boltrifler (meste tjekkoslovakiske Mausere), 750 Vickers tunge og lette maskingeværer, 115 moderne artilleripjecer (65mm, 75mm, 105mm), 78 ældre skyts, 38 antiluftskyts (20mm), 3 Vickers 6-ton kampvogne og 2 Carden-Lloyd Mk VIb tanketter. Blandt Bolivias våbenleverandører var den norske Raufoss Ammunisjonsfabrikk, levering af 22 000 artilleriskudt til et land i krig førte til en op stramning af reglerne for eksport norske våben.
Det bolivianske luftvåben (Fuerza Aérea Boliviana) var et af de stærkeste luftvåben i Sydamerika i sommeren 1932 med omtrent 80 fly. Flyvningens historie i Bolivia begyndte i april 1913 med en flyveplads oprettet for at teste et fly i ekstrem højde i La Paz. Det havde vist sig så vanskeligt at kunne starte, at de første flyvninger ikke skete før i sommeren 1915, men interessen var vækket og en politisk tilslutning kom med dannelsen af «Escuela de Aviación Militar» i 1916 som blev en flyveskole til uddannelse af piloter. Med en amerikansk pilot om bord på et Curtiss 18-T fly i foråret 1920 var det ikke længere umuligt at flyve i store højder med de nyere flyvemaskiner. En nærmest eksplosionsagtig begyndelse på Bolivias militærflyvning startede, og blot ti år senere havde et stort antal militære og civile fly fundet vej til det bjergrige indenlandske land.
Ved krigsudbruddet havde luftvåbenet 15 Breguet 19 A2 rekognosceringsbombefly, 12 Curtiss-Wright Osprey lette rekognosceringsbombefly, 4 Fokker CCV jagerfly, 4 Curtiss Hawk 1A jagerfly, 6 Vickers 143 rekognosceringsbombefly, 6 Vespa III bombefly, 3 Vendace III skolefly og 20 andre typer, som var indkøbt i hast. Dertil det civile flyselskab «Lloyd Aereo Boliviano» ejet af regeringen og tyske investorer, med et dusin transportfly, deriblandt 3 Junkers Ju 52/3M tremotors fly, 4 Junkers F13L og 3 Junkers W 34. Transportkapaciteten skulle blive vigtigere efterhånden, som krigen fortsatte.

## Krigen
15. juni 1932 krydsede bolivianske tropper, efter ordre fra præsident Daniel Salamanca, grænsen til Paraguay. De angreb en paraguayansk garnison ved Pitiantuta i juni. Senere okkuperede de Fortín Boquerón længere sydpå. Senere skulle dette strategiske punkt blive skueplads for krigens mest brutale slag, hvor de 600 bolivianske mand blev belejret i 22 dage af 14.000 paraguayanere, indtil de omsider overgav sig.
Paraguay havde blot en tredjedel så mange indbyggere som Bolivia (880.000 mod 2.150.000), men Paraguay havde gode erfaringer i at føre guerillakrig. Dette var langt mere effektivt end den traditionelle, bolivianske strategi. Paraguay fik tilmed støtte og forsyninger fra Argentina, og paraguayanerne forstod at udnytte fordelene ved sine muligheder for radiokommunikation. De fik problemer med at mobilisere tropper på store pramme over Paraguay-floden og til fronten. Derimod var bolivianerne tungt udrustede. Paraguay fik midt i al elendigheden en stor fordel: tusindvis af bolivianske soldater døde som følge af det tørre klima og mangel på ferskvand. Paraguay mistede også mange soldater på denne måde, men Bolivia mistede flest.
Bolivia brugte kampvogne for første gang på det amerikanske kontinent. Desuden var det første gang på det sydamerikanske kontinent, at der blev kæmpet over et så stort areal. Bolivia drog fordel af at kunne importere udstyr fra Peru, men dette kunne ikke afgøre det endelige udfald af krige. Desuden kostede det kolossale summer, hvilket bragte Bolivia længere ud i den akutte pengemangel, som landet altid havde været i. Pengene blev brugt til det yderste. Havde krigen trukket længere ud, ville denne antagelig have ødelagt økonomien for begge de to lande fuldstændigt.

## Resultat
Krigen endte med en omfattende og endelig sejr for Paraguay, som dermed på mange måder reddede sig ud af sin elendighed. Men taget i sin helhed var krigen en katastrofe for begge sider. Bolivia havde måttet drage de indfødte ind i krigen. Moralen blandt de indfødte var dårlig, eftersom de ikke følte sig som bolivianere, og eftersom grænserne for dem var irrelevant. Paraguay derimod havde en militær enhed, som ikke var præget af nogen indre splittelse på samme måde, som Bolivias hær havde. Desuden stod nationalismen stærkt i Paraguay. På begge sider, specielt i Bolivias situation, kunne soldaterne ikke klare manglen på vand, og de var dårligt trænede til krigsførelse i Gran Chacos terræn. Af de 100.000, som døde under krigen, døde flere af malaria og andre infektioner end af selve krigsførelsen. Desuden blev begge lande presset ud til randen af økonomisk kollaps. I Bolivia blev præsident Salamanca afsat. I Bolivia førte denne militære ydmygelse til folkerørelsen Generación del Chaco, der senere i form af MNR gennemførte en revolution i 1952.
Paraguay annekterede to tredjedele af Gran Chaco, og olieeftersøgningen blev straks sat i gang, men der blev aldrig gjort fund af olie i området. Området, som ikke blev okkuperet af Paraguay, fortsatte under Bolivia som før. Senere skulle det vise sig, at de områder, som Paraguay erobrede, var fuldstændig tomme for rige naturressourcer. Områderne, som Bolivia beholdt, viste sig derimod senere at være rige på petroleum og naturgas.